# عودة المهنا
عودة المهنا (1899 - 30 يوليو 1984)، مغنية كويتية. تعدّ فرقتها من أكبر الفرق الكويتية النسائية، وكانت تتميز بغناء العديد من الأنواع من الأغاني الكويتية كالخماري والنجدي.

## بدايتها
ولدت الفنانة جوهرة بشير معيوف المهنا والمشهورة بعودة المهنا في مدينة الكويت من عام 1899 وسميت «عودة» تيمنا باسم جدتها التي كان يطلق عليها لقب «العودة» أي الكبيرة وقد بدأت الغناء وهي في الخامسة عشرة من عمرها ضمن فرقة خالتها هدية المهنا ثم ما لبثت ان أصبحت قائدة الفرقة وسميت باسمها «فرقة عودة المهنا» وذلك بعد وفاة الفنانة سعاد البريكي التي تولت قيادتها بعد وفاة خالتها.
وقدمت الفنانة عودة المهنا العديد من فنون الغناء الشعبي كالخماري والقادري كما أجادت العزف على العود بالإضافة إلى تقديم بعض الاغاني من دون استخدام الأدوات الموسيقية والتي تميزت بالتفرد مثل «قرقيعان الأولاد» و«قرقيعان البنات» و«هدهدة الطفل» و«دق الهريس» و«صاجة ويا صاجة».

## مشاركاتها الفنية
كان للفنانة عودة المهنا العديد من المشاركات الفنية منذ عام 1955 حين شاركت على خشبة المسرح بالكويت في مسرحية «امة نذر» للمخرج محمد النشمي ومسرحيتي «مطر صيف» و «سكانة مرته» من إخراج عبد الرحمن الضويحي، وفي عام 1957 شاركت في فيلم عن تقاليد وعادات الزواج في الكويت، كما شاركت في عام 1960 مع فرقتها في أول كورال نسائي مع الفنان شادي الخليج في أغاني «لي خليل حسين» و«فرحة العودة» و«حبيبي راح».
كما شاركت فرقتها في العديد من المناسبات الرسمية والشعبية والاحتفالات بالأعياد إذ لا تكاد تمر مناسبة إلا كانت حاضرة إلى جانب احيائها الأفراح والأعراس واشتهرت باغنيتها «عليه سعيد ومبارك» التي لاتزال تغنى في اعراس الكويتيين.

## بروز اسم فرقتها
تألقت فرقة «عودة المهنا» عن الفرق التي سبقتها ومنها فرق «أم عنتر الجيماز» و«ريدة الثاجب» و«خديجة الجيماز» وفرقة جدتها «خديجة المهنا» كما شهدت منافسة من فرقة «أم زايد» إلا أن فرقة «المهنا» كانت أكثر تميزا في الكثير من الفنون خاصة فن الخماري لما تملكه من صوت رخيم وقوي واداء متميز ومعرفة واسعة بالتراث الغنائي الكويتي.
وتغنى بالفنانة «عودة المهنا» في ذلك الوقت عدد من الشعراء ومنهم زيد الحرب وفهد بورسلي الذي قال فيها «قالت الزينة وهي بالفن.. تشهد لها كل فنانة..الطار في جفها لي حن.. يذكر القلب خلانة»، ومن أشهر اغاني الفنانة «عودة المهنا» أغنية «توب توب يا بحر» التي تناجي فيها البحر وتطلب منه إعادة أبناء الكويت الذين يطول غيابهم عند الخروج إلى الغوص لجلب اللؤلؤ بحثا عن الرزق.

## وفاتها
رحلت الفنانة عودة المهنا في عام 1984 بعد سنوات طويلة من العطاء إثر داء في الصدر اضطرها للسفر إلى الخارج لعلاجه إلا أنها فارقت الحياة عن عمر ناهز ال85 عام بعد عودتها من رحلة العلاج لتجدد إصابتها بالمرض.